# Cecil Womack
Cecil Womack, född 25 september 1947 i Cleveland, Ohio, död 25 januari 2013 i Johannesburg, Sydafrika, var en amerikansk sångare, låtskrivare och producent och bror till Bobby Womack.
I början av 1960-talet sjöng de två bröderna gospel under artistnamnet The Womack Brothers och spelade in på Sam Cookes skivbolag SAR Records. Senare bildade de gruppen The Valentinos och spelade in en lång rad soul- och rocklåtar, bland annat "It's All Over Now" som The Rolling Stones senare gjorde en cover på.
Cecil Womack var under några år gift med sångerskan Mary Wells, mest känd för sin hitlåt "My Guy". Senare gifte han sig med Sam Cookes dotter Linda, medan brodern Bobby gifte sig med Sam Cookes änka Barbara Campbell.
Cecil och Linda Womack bildade gruppen Womack & Womack som hade vissa framgångar i Europa, främst med låten "Teardrops" (1988) som nådde tredjeplatsen på brittiska topplistan. Senare inspelningar, tillsammans med andra medlemmar av familjen, krediterades The House of Zekkariyas.

## Diskografi (urval)
Studioalbum (The Valentinos)
- 1984 – Bobby Womack And The Valentinos

Studioalbum (Womack & Womack)
- 1984 – Love Wars
- 1985 – Radio M.U.S.C. Man
- 1986 – Starbright
- 1988 – Conscience
- 1991 – Family Spirit
- 1993 – Transformation To The House Of Zekkariyas
- 1997 – Timeless (som "The House Of Zekkariyas")
- 2001 – Sub Conscience (som "ZEK")
- 2004 – Circular Motion (som "ZEK / Womack & Womack Project")